# Alex Gray (hockey sur glace)
Pour les articles homonymes, voir Alex Gray et Gray.
Alex Gray (né le 21 juin 1899 à Glasgow en Écosse – mort le 10 avril 1986) est un joueur professionnel de hockey sur glace qui évoluait au poste d'ailier droit.

## Biographie
Alex Gray naît le 21 juin 1899 à Glasgow en Écosse mais grandit à Port Arthur en Ontario au Canada, ville qui deviendra par la suite Thunder Bay. Il fait ses débuts avec les Bruins de la ville en 1920-1921 dans le championnat junior ; après une saison avec les Rangers d'Eveleth, il joue dans le championnat senior avec les Ports de Port Arthur.
Il joue pendant cinq saisons avec les Ports, terminant meilleur buteur et pointeur de la saison 1923-1924 avec vingt buts et vingt-cinq points. Gray termine également meilleur buteur et pointeur de la ligue en 1924-1925 et remporte avec les Ports la Coupe Allan en jouant aux côtés de Lorne Chabot en 1925 et 1926.
Le 22 août 1926, il signe un contrat professionnel avec les Rangers de New York de la Ligue nationale de hockey mais joue une dernière saison avec les Ports Chabot et termine une nouvelle fois meilleur buteur et pointeur. Il fait ses débuts dans la LNH lors de la saison 1927-128 avec les Rangers de New York. Ils terminent la saison régulière à la deuxième place de la division Américaine, quatre points derrière les Bruins de Boston. Les premières équipes de chaque division sont directement qualifiées pour les demi-finales alors que les Rangers jouent un tour préliminaire contre les troisièmes de leur division, les Pirates de Pittsburgh. Les Rangers de New York battent tout d'abord les Pirates puis font également chuter les Bruins pour atteindre la finale de la Coupe Stanley contre les Maroons de Montréal. Les Rangers remportent leur première Coupe Stanley en battant les joueurs de Montréal trois matchs à deux.
Gray est transféré au début de la saison suivante aux Maple Leafs de Toronto ; il est échangé en compagnie de Lorne Chabot en retour de Butch Keeling et de John Ross Roach. Il joue sept matchs au cours de la saison avec les Maple Leafs avant de rejoindre les Ravinas de Toronto de la Canadian Professional Hockey League le 28 novembre 1928. Il rejoint les rangs de la Ligue internationale de hockey la saison suivante et y restera pour quatre saisons avant de mettre fin à sa carrière en 1933.

## Statistiques
| Saison     | Équipe                                   | Ligue       |    | Saison régulière | Saison régulière | Saison régulière | Saison régulière | Saison régulière |    | Séries éliminatoires | Séries éliminatoires | Séries éliminatoires | Séries éliminatoires | Séries éliminatoires |
| Saison     | Équipe                                   | Ligue       | PJ | B                | A                | Pts              | Pun              | PJ               | B  | A                    | Pts                  | Pun                  |                      |                      |
| 1920-1921  | Bruins de Port Arthur                    | TBHL Jr.    |    |                  |                  |                  |                  |                  |    |                      |                      |                      |                      |                      |
| 1921-1922  | Rangers d'Eveleth                        | USAHA       |    |                  |                  |                  |                  |                  |    |                      |                      |                      |                      |                      |
| 1922-1923  | Ports de Port Arthur                     | TBHL Sr.    | 14 | 18               | 8                | 26               | 10               | 2                | 0  | 1                    | 1                    | 0                    |                      |                      |
| 1923-1924  | Ports de Port Arthur                     | TBHL Sr.    | 14 | 20               | 5                | 25               | 4                | 2                | 1  | 1                    | 2                    | 0                    |                      |                      |
| 1924-1925  | Ports de Port Arthur                     | TBHL Sr.    | 20 | 17               | 7                | 24               | 9                | 10               | 11 | 4                    | 15                   | 4                    |                      |                      |
| 1925-1926  | Ports de Port Arthur                     | TBHL Sr.    | 18 | 12               | 9                | 21               | 14               | 3                | 0  | 0                    | 0                    | 0                    |                      |                      |
| 1925-1926  | Ports de Port Arthur                     | Coupe Allan |    |                  |                  |                  |                  | 6                | 4  | 1                    | 5                    | 0                    |                      |                      |
| 1926-1927  | Ports de Port Arthur                     | TBHL Sr.    | 19 | 27               | 6                | 33               | 31               | 9                | 1  | 0                    | 1                    | 0                    |                      |                      |
| 1927-1928  | Rangers de New York                      | LNH         | 43 | 7                | 0                | 7                | 30               | 9                | 1  | 0                    | 1                    | 0                    |                      |                      |
| 1928-1929  | Maple Leafs de Toronto                   | LNH         | 7  | 0                | 0                | 0                | 2                | 4                | 0  | 0                    | 0                    | 0                    |                      |                      |
| 1928-1929  | Ravinas de Toronto                       | Can-Pro     | 37 | 11               | 3                | 14               | 51               | 2                | 3  | 0                    | 3                    | 4                    |                      |                      |
| 1929-1930  | Indians de Cleveland                     | LIH         | 42 | 21               | 12               | 33               | 54               | 6                | 4  | 3                    | 7                    | 4                    |                      |                      |
| 1930-1931  | Indians de Cleveland                     | LIH         | 48 | 29               | 8                | 37               | 55               | 6                | 4  | 2                    | 6                    | 6                    |                      |                      |
| 1931-1932  | Indians de Cleveland                     | LIH         | 48 | 16               | 10               | 26               | 35               |                  |    |                      |                      |                      |                      |                      |
| 1932-1933  | Indians de Cleveland Bulldogs de Windsor | LIH         | 39 | 7                | 8                | 15               | 15               |                  |    |                      |                      |                      |                      |                      |
| Totaux LNH | Totaux LNH                               | Totaux LNH  | 50 | 7                | 0                | 7                | 32               | 13               | 1  | 0                    | 1                    | 0                    |                      |                      |

## Trophées et honneurs personnels
- 1924-1925 : remporte la Coupe Allan avec les Ports de Port Arthur
- 1925-1926 : remporte la Coupe Allan avec les Ports de Port Arthur
- 1927-1928 : remporte la Coupe Stanley de la Ligue nationale de hockey avec les Rangers de New York